# Bahnhof Weikersheim
Der Bahnhof Weikersheim ist eine unbesetzte ferngestellte Betriebsstelle der Bahnstrecke Crailsheim–Königshofen(Baden). Er liegt in der Stadt Weikersheim, im Main-Tauber-Kreis, in Baden-Württemberg.
Von 1909 bis 1990 zweigte in Weikersheim eine Strecke nach Ochsenfurt ab sowie bis 1967 von dieser abzweigend die Strecke nach Creglingen. Dadurch erhielt der Bahnhof damals die Form eines Keilbahnhofes.

## Lage
An der Straße Am Bahnhof 1 in Weikersheim, mit Zugang vom Busbahnhof über eine Reisendensicherung (RESI).
Ab Weikersheim verläuft die Bahnstrecke im Taubertal flussabwärts bis Königshofen (Baden). In der entgegengesetzten Richtung biegt die Bahnstrecke nach Weikersheim in Richtung des Stadtteils Laudenbach ins Vorbachtal, ein linkes Seitental des Taubertals, ab.

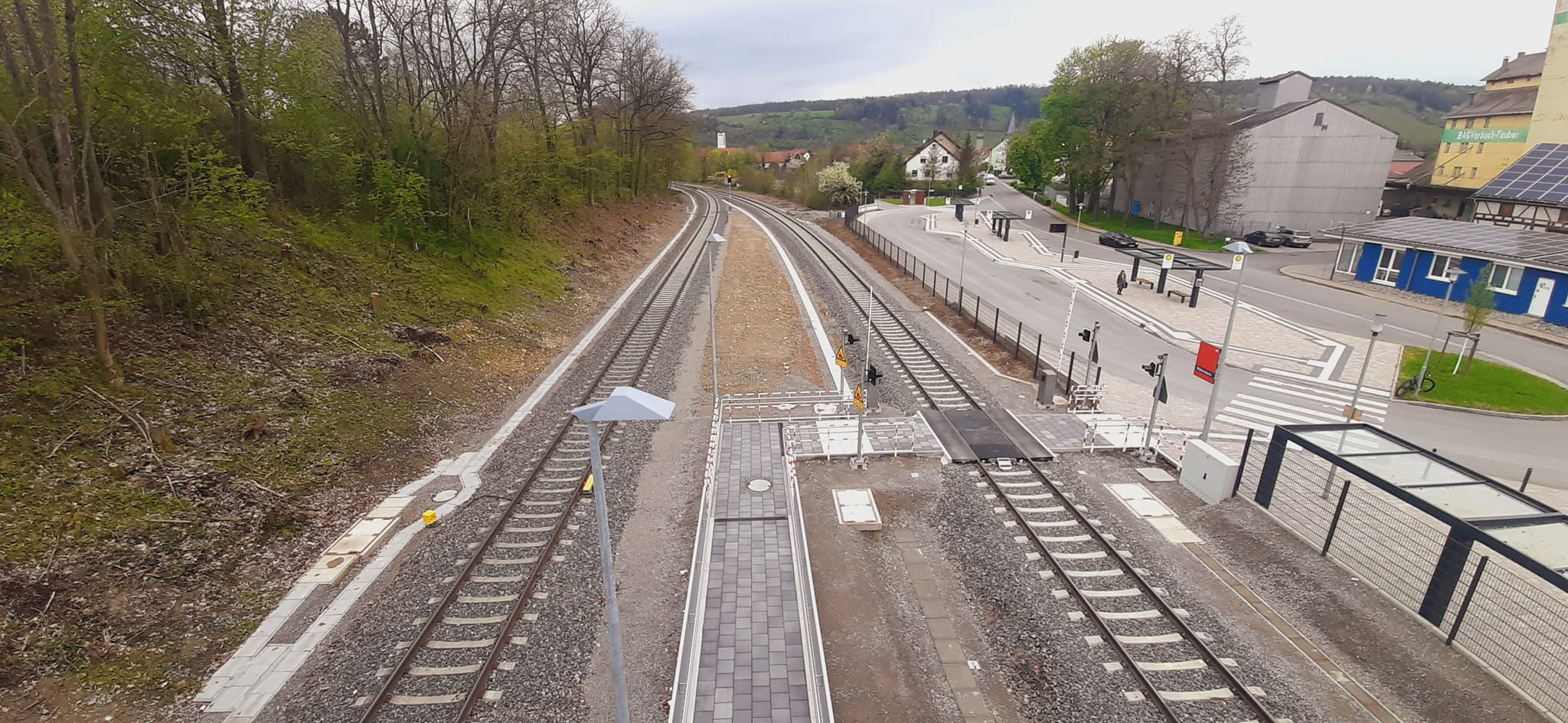
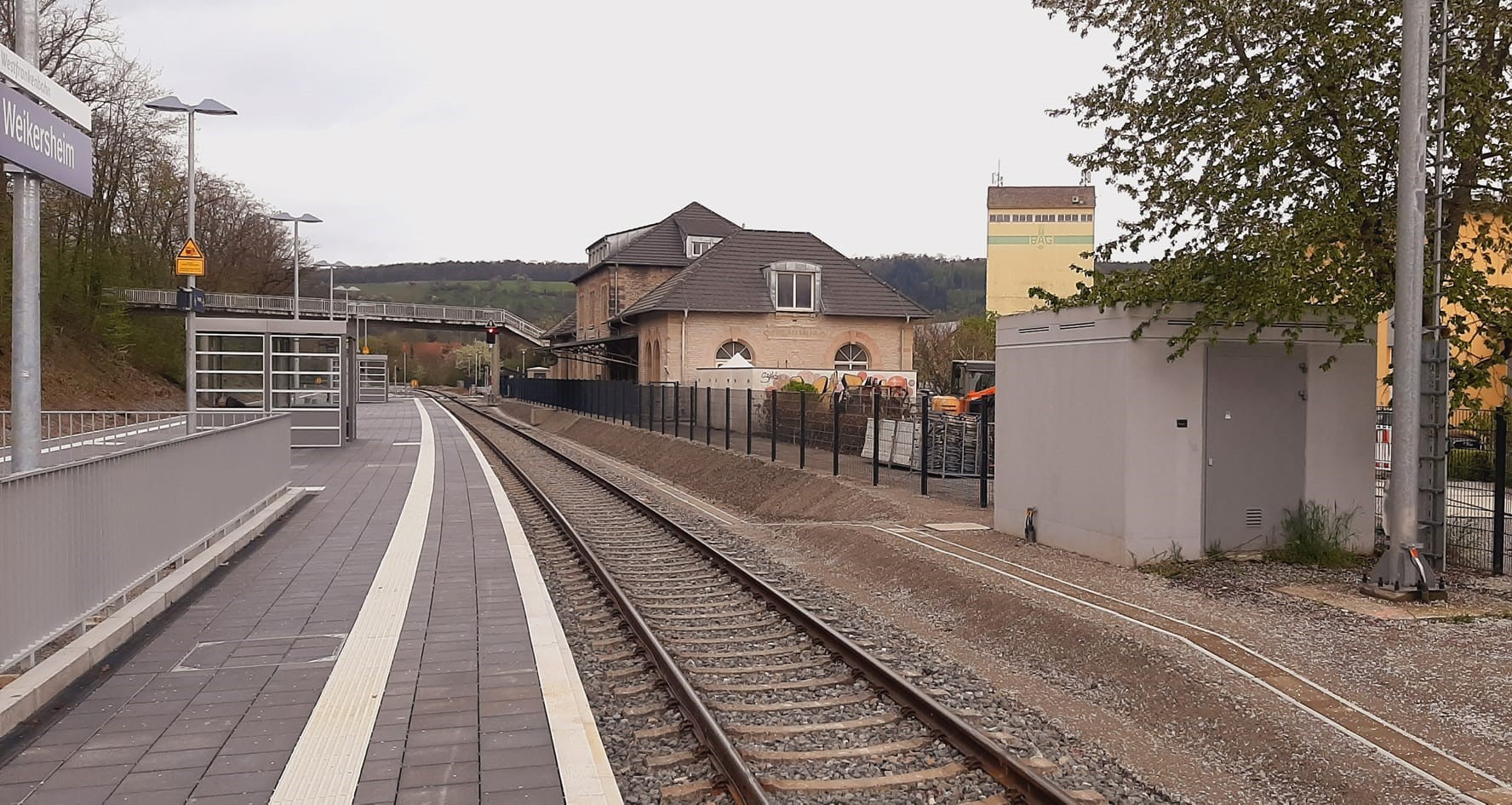

## Geschichte
Von 1867 bis 1870 wurde das Bahnhofsgebäude erbaut. Bereits 1869 fuhr ein Sonderzug zur Einweihung der Strecke. Die damals noch provisorische Weikersheimer Station wurde wie alle anderen Stationen festlich geschmückt. Im Empfangsgebäude Weikersheim waren in den zwei Anbauten links und rechts eine Restauration und die Poststelle untergebracht. Im zusammen mit den Königlich Bayerischen Staatseisenbahnen betriebenen Bahnhof zweigte vom 17. November 1909 bis zum 29. September 1990 die Gaubahn als Nebenbahn nach Ochsenfurt ab. Der gemeinsam betriebene Lokomotivschuppen stand im württembergischen Bahnhofsteil. Der Bahnhof hatte schon sehr früh seit 1956 ein elektrisches Relaisstellwerk der Bauart DrS2 und Lichtsignale. Auch waren die meisten Weichen mit elektrischem Stellmotor versehen. In drei Stellwerksbuden, je eine an den Kopfenden und eine auf der Nebenbahn, konnte der Rangierleiter die Weichen für seine Rangierfahrt selbstständig per Knopfdruck umstellen.
Im Laufe der Zeit wurde noch eine Gleisüberführung hinzugefügt, um den wachsenden Schülerverkehr von Bus und Zug zu den Schulen und Sportstätten gefahrlos zu ermöglichen.
2011 wurde das Gebäude an eine Privatperson verkauft und im großen Stil unter Beachtung des Denkmalschutzes renoviert. Dabei wurden alte Zeichnungen und Pläne zur Hilfe genommen, um zwei Dachgauben und die Fenster im Erdgeschoss nach altem Vorbild zu rekonstruieren.
In den Jahren 2022–23 erfolgte ein großer Gleisumbau. Die restlichen Gleise wurden bis auf die Hauptgleise 1 und 2 entfernt. Hausbahnsteig und Mittelbahnsteig entfernt. Neues Signal für die Bahnübergännge aufgestellt und die Ausfahrsignale an neue Lagen gestellt. Das ehemalige Empfangsgebäude wurde von den Gleisanlagen mit einem Zaun abgetrennt und dafür ein neues Schalthaus errichtet.
Von Juli bis April 2023 errichtet die Westfrankenbahn einen neuen, barrierefreien Mittelbahnsteig mit Reisendensicherung und Unterstängen. Er ersetzt den bisherigen Hausbahnsteig und den Zwischenbahnsteig.
Am 23. Oktober 2023 soll ein elektronisches Stellwerk der Bauform ZSB 2000 in Betrieb gehen, welches aus Niederstetten ferngesteuert wird.

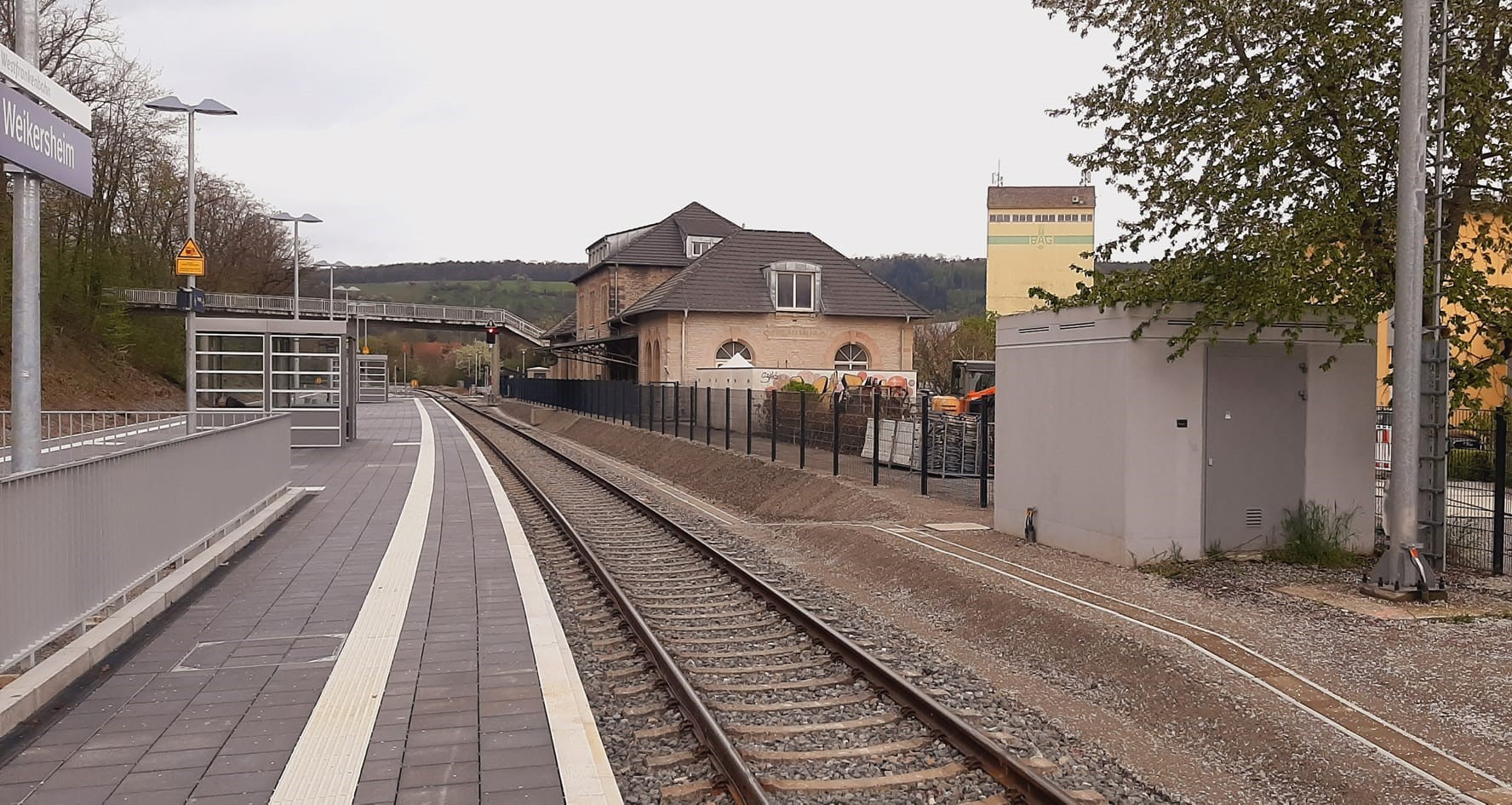
Bahnsteig
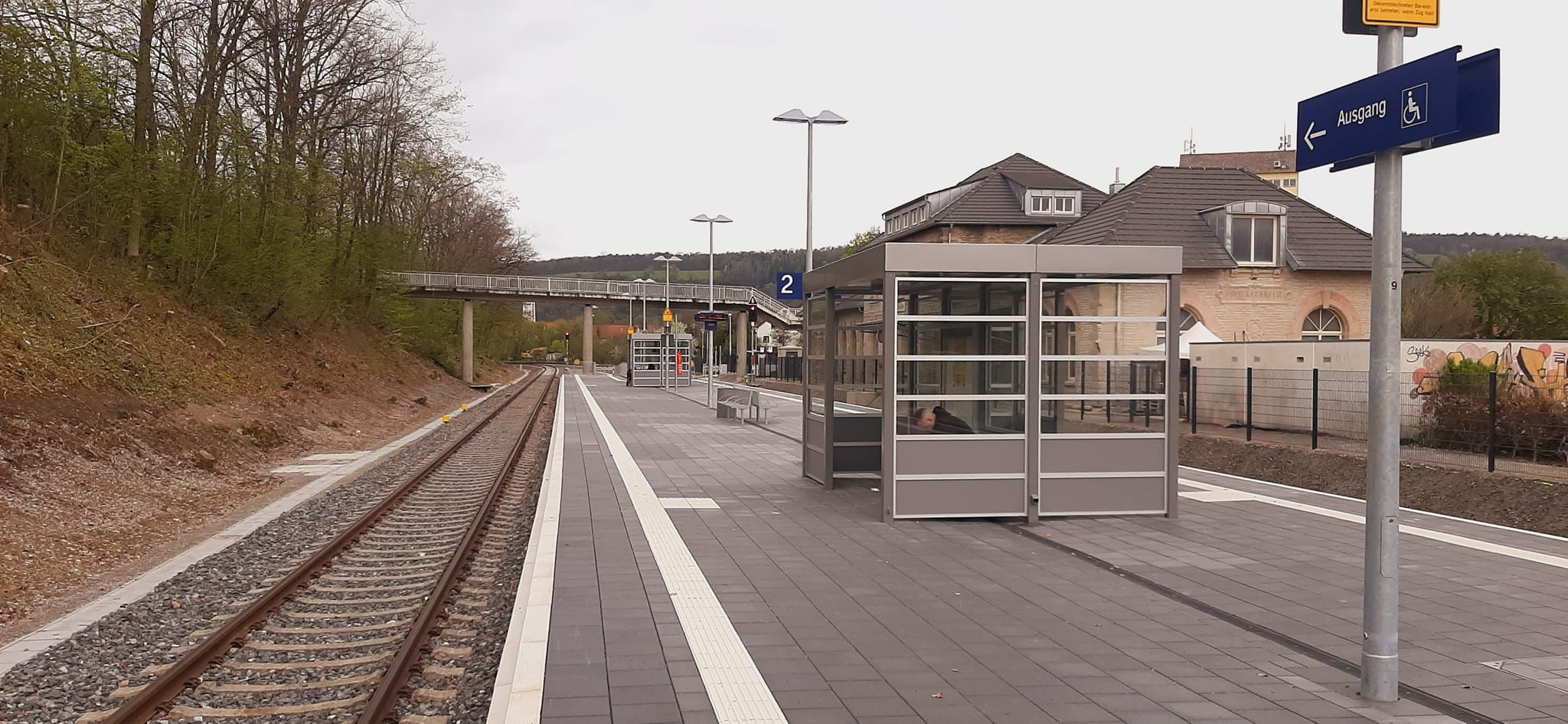
Bahnsteig
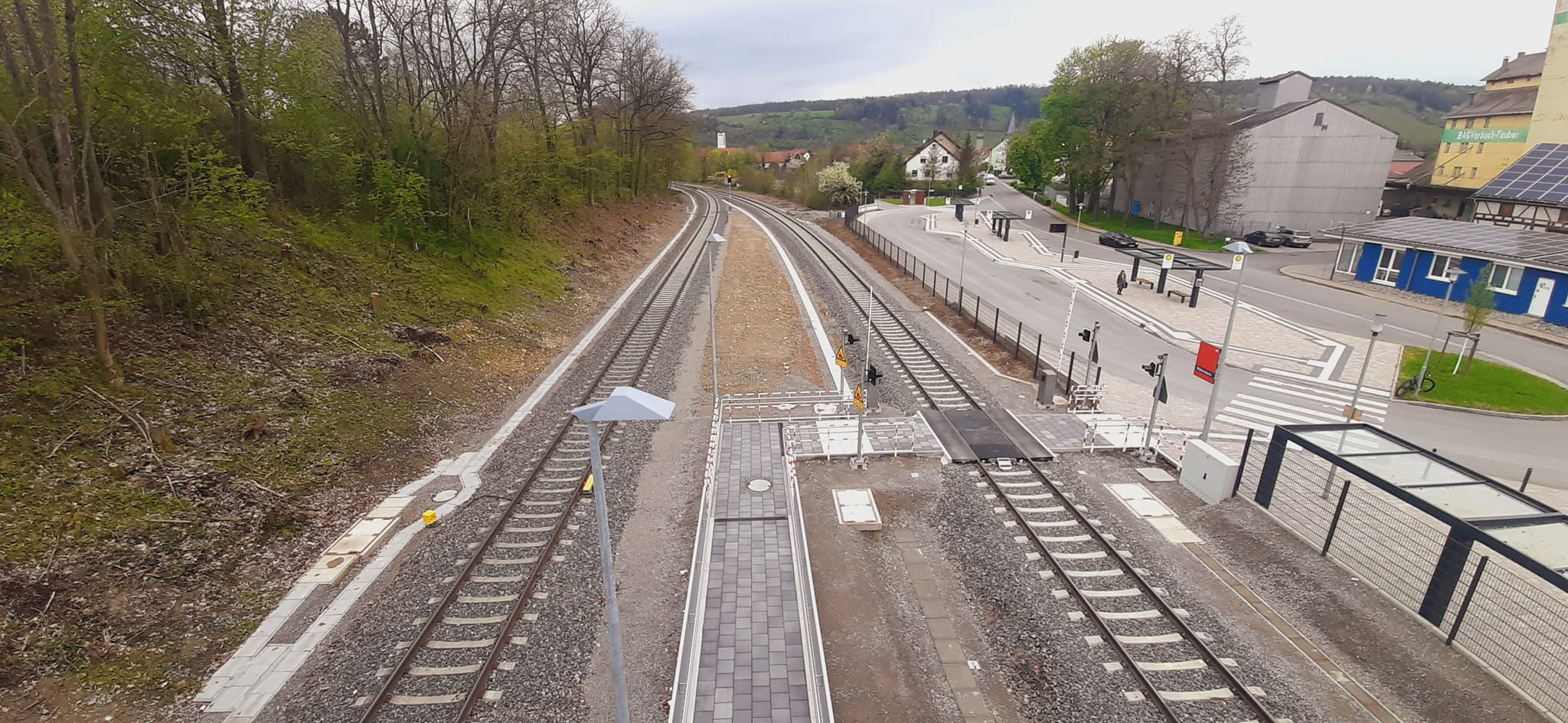
Reisendenzugang
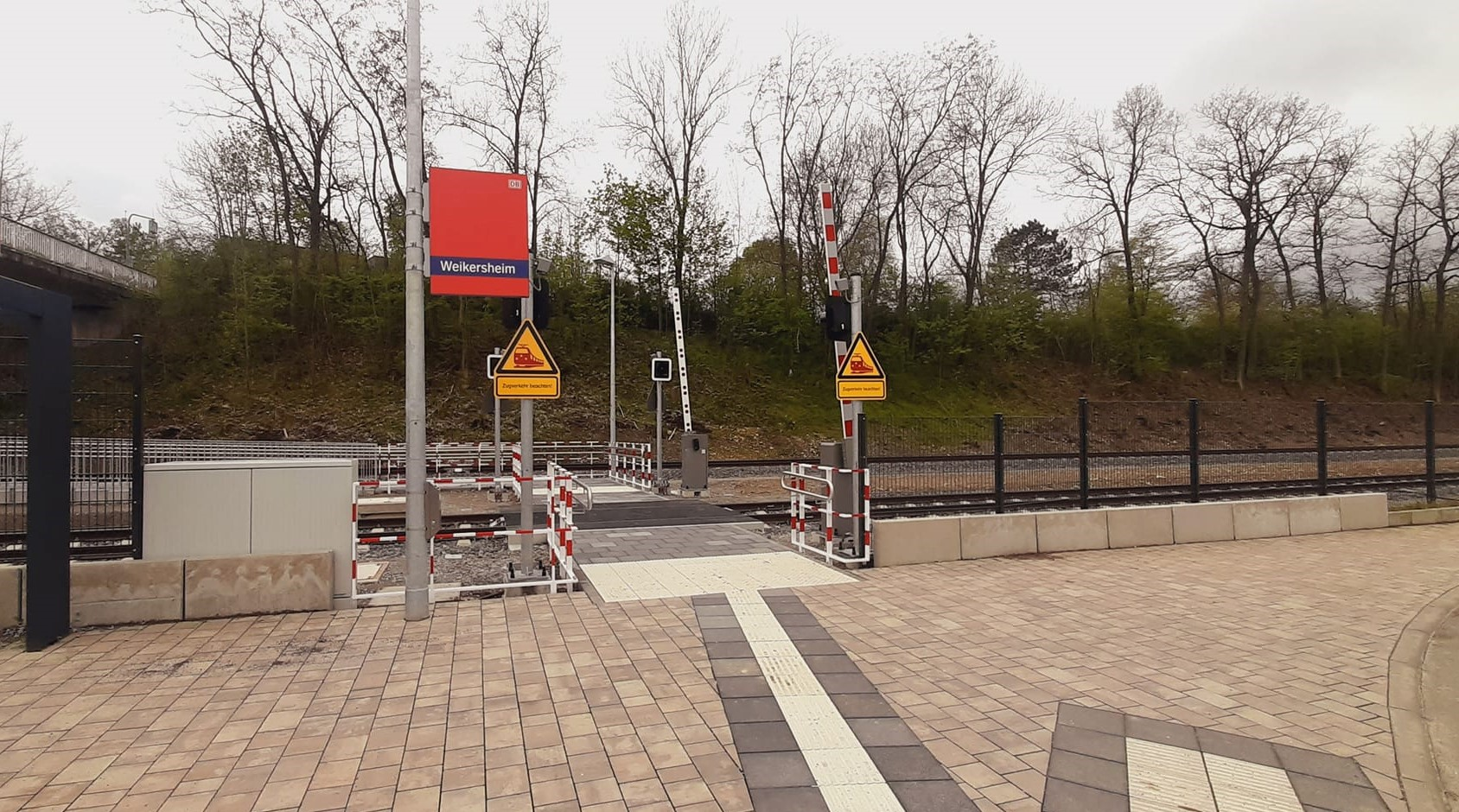
Stationsschild

## Personenverkehr
Der Bahnhof wird im Personenverkehr von der Linie RE 87 Aschaffenburg–Wertheim–Weikersheim–Crailsheim zweistündig bedient. Montags bis freitags kommt die Linie RB 88 Wertheim–Weikersheim–Crailsheim hinzu, die die Linie RE 87 zum Stundentakt ergänzt. (Stand 2021)

## Denkmalschutz
Das Bahnhofsgebäude steht unter Denkmalschutz. Es handelt sich um einen Massivbau im Pavillontyp mit Walmdächern und Rundbogenfenstern. Der Bahnhof ist Teil der Sachgesamtheit Bahnstrecke Bad Mergentheim–Crailsheim: Württembergische Taubertalbahn mit Bahnhöfen, Nebengebäuden, Brücken, Gleisanlagen und sämtlichem stationärem und beweglichem Zubehör.